# Мартынов, Алексей Анатольевич
Марты́нов Алексе́й Анато́льевич (род. 22 июня 1970) — российский журналист и общественный деятель. Доцент Финансового университета. Ведущий аналитических программ радио Вести-ФМ (ВГТРК), колумнист крупных изданий.

## Биография и профессиональная деятельность
Алексей Мартынов родился в г. Феодосия Крымской области 22 июня 1970 года. Учился в МИИГАиК, но в 1988 году прервал обучение для прохождения службы в советской армии. Выпускник ПГУ им. Тараса Шевченко и РАНХиГС.
В 2001—2003 годах руководил Российско-приднестровским информационно-аналитическим центром при Коллегии военных экспертов-ветеранов военной службы.
В 2006—2008 годах занимал должность исполнительного секретаря-руководителя аппарата Межпарламентской Ассамблеи государств-участников Содружества «За демократию и права народов». До 2014 года также занимал пост председателя Совета Российской общественной организации «За демократию и права народов». В это же время начал работу в государственных структурах РФ в качестве помощника заместителя председателя комитета Государственной Думы Федерального Собрания РФ 4-го созыва по делам СНГ.
С 2008 года — основатель и директор Международного института новейших государств — неправительственного аналитического центра, к функциям которого относятся: защита прав российских граждан проживающих в странах СНГ и за рубежом; организация, систематизация и анализ информационных потоков; подготовка аналитических материалов; организация исследовательских работ в интересах РФ в новейших государствах (Республика Абхазия, Южная Осетия, Приднестровская Молдавская Республика, Нагорно-Карабахская Республика и др.), странах СНГ и за рубежом; взаимодействие с российскими и зарубежными СМИ.
Мартынов неоднократно руководил работой официальных информационных центров: «Международного информационного центра Выборы 2008» в период избирательной кампании по выборам Президента Российской Федерации, Международного пресс-центра «Цхинвал 2008», «Международного информационного центра - Выборы 2011» в период избирательной кампании по выборам Депутатов Государственной Думы Российской Федерации, «Международного информационного центра- Выборы 2012» в период избирательной кампании по выборам Президента Российской Федерации. После выборов 2012 года был отмечен официальной благодарностью президента России В. В. Путина.
С конца 2000-х в сферу профессиональных интересов Мартынова вошли электоральные технологии и защита избирательных прав. В 2010 году стал членом Совета Ассоциации некоммерческих организаций по защите избирательных прав граждан «Гражданский контроль». В 2013—2016 годах входил в Общественный научно-методический консультативный совета при ЦИК России. В 2016 году выступал одним из координаторов интернет-проекта по изучению влияния Интернета на выборы «Депутат.клуб».
В 2012 году выдвигался кандидатом в члены СПЧ в номинации «Защита прав человека на постсоветском пространстве и в других регионах мира» (по итогом голосования уступил И. Хакамаде).
Ведущий постоянных авторских колонок в крупных изданиях (Russia Today, газета «Известия», LIFE) и авторской программы «Угол зрения» (радио Вести-ФМ, ВГТРК); постоянный эксперт крупных СМИ (РИА Новости, Газета.ру, и др.) Соведущий программы «Бывшие» на радиостанции Вести ФМ. Ранее, ведущий авторской программы «Диапозитив» на радиостанции Вести ФМ; ведущий авторской программы «В теме» на телеканале Москва 24, постоянный политический комментатор российских федеральных и зарубежных СМИ. Член Международного экспертного центра Электоральных систем,. С 2008 года — директор неправительственной организации «Международный институт новейших государств».
В 2021 году — кандидат в депутаты Государственной Думы Федерального Собрания Российской Федерации восьмого созыва от Московской области по региональной группе №22.
С 2023 года — доцент кафедры политологии Факультета социальных наук и массовых коммуникаций Финансового университета.

## Достижения

### Государственные награды
- Почётная грамота президента Российской Федерации[26]
- Орден Дружбы (Южная Осетия)[27],
- Орден Дружбы (ПМР)[28],
- орден Почёта (Южная Осетия) (2008)[29]

### Прочее
- Почётный гражданин Республики Южная Осетия[30]
- Почётный гражданин ПМР[31]
- Благодарность президента РФ[32]
- Благодарность руководителя Администрации президента РФ[33]
- также отмечен Благодарностями ЦИК России и Благодарственными письмами председателя ЦИК РФ[1]

## Оценки в СМИ
На аналитические комментарии Алексея Мартынова ссылается ряд ведущих мировых изданий, таких как американские The New York Times, The Nation и британская Financial Times. Тем не менее, более широкую известность в западных СМИ Мартынов получил благодаря своей провокационной позиции, высказанной в эфире российского телеканала Lifenews. Алексей намекнул на возможность причастности к Террористическому акту в редакции Charlie Hebdo американских спецслужб, на что отреагировали ведущие англоязычные издания, как британская газета The Independent, а также ряд крупных информационных порталов, как Business Insider и Vox.

## Персона нон-грата
Персона нон-грата в Республике Молдова и Азербайджанской Республике.

## Список публикаций
- Газенко Р., Мартынов А. Идеальный шторм. Технология разрушения государства. М.: Книжный мир, 2016. 272с. ISBN 978-5-8041-0847-3